# Стара-Баня
Стара-Баня (серб. Стара Бања) — населённый пункт в общине Медведжя Ябланичского округа Республики Сербии.

## Население
Согласно переписи населения 2002 года, в селе проживал 91 человек (41 албанец, 36 сербов, 5 черногорцев, 1 мусульманин и 8 лиц неизвестной национальности).
| Численность населения | Численность населения | Численность населения | Численность населения | Численность населения | Численность населения | Численность населения | Численность населения |
| 1948                  | 1953                  | 1961                  | 1971                  | 1981                  | 1991                  | 2002                  | 2011                  |
| --------------------- | --------------------- | --------------------- | --------------------- | --------------------- | --------------------- | --------------------- | --------------------- |
| 417                   | 481                   | 404                   | 312                   | 208                   | 171                   | 91                    | 33                    |

## Религия
Согласно церковно-административному делению Сербской православной церкви, село относится к Сияриньскобаньскому приходу Ябланичского архиерейского наместничества Нишской епархии.